# Ichthiacris
Ichthiacris är ett släkte av insekter. Ichthiacris ingår i familjen Pyrgomorphidae.
Kladogram enligt Catalogue of Life:
| Ichthiacris | \| \| Ichthiacris aptera \| \| \| \| \| \| Ichthiacris californica \| \| \| \| \| \| Ichthiacris celata \| \| \| \| \| \| Ichthiacris costulata \| \| \| \| \| \| Ichthiacris elongata \| \| \| \| \| \| Ichthiacris parva \| \| \| \| \| \| Ichthiacris rehni \| \| \| \| \| \| Ichthiacris spinifera \| \| \| \| |
|             | \| \| Ichthiacris aptera \| \| \| \| \| \| Ichthiacris californica \| \| \| \| \| \| Ichthiacris celata \| \| \| \| \| \| Ichthiacris costulata \| \| \| \| \| \| Ichthiacris elongata \| \| \| \| \| \| Ichthiacris parva \| \| \| \| \| \| Ichthiacris rehni \| \| \| \| \| \| Ichthiacris spinifera \| \| \| \| |
|             | Ichthiacris aptera |
|             | |
|             | Ichthiacris californica |
|             | |
|             | Ichthiacris celata |
|             | |
|             | Ichthiacris costulata |
|             | |
|             | Ichthiacris elongata |
|             | |
|             | Ichthiacris parva |
|             | |
|             | Ichthiacris rehni |
|             | |
|             | Ichthiacris spinifera |
|             | |